# Leucospis brevicauda
Leucospis brevicauda är en stekelart som beskrevs av Fabricius 1804. Leucospis brevicauda ingår i släktet Leucospis och familjen Leucospidae. Inga underarter finns listade i Catalogue of Life.